# Kroniek van het Atlantisch orkaanseizoen 2007
Dit artikel geeft een tijdsoverzicht van het Atlantisch orkaanseizoen van 2007 dat in dat jaar op de Atlantische Oceaan geweest is in en bij de Golf van Mexico.

## Kroniek van het seizoen 2007
Alle promoties, het bereiken van de derde en de vijfde categorie en overschrijdingen van de basisgrenzen zijn vet gedrukt. Alle tijden staan aangegeven in UTC vermeld, een tijd, die nagenoeg gelijk is aan het bekendere Greenwich Mean Time. Soms kan de datum, vanwege het tijdsverschil één dag verschillen van de datum volgens de plaatselijke tijd.

### Mei
9 mei
- 15h00 UTC Voor de zuidoostkust van de Verenigde Staten ontstaat subtropische storm Andrea.

10 mei
- 15h00 UTC Subtropische storm Andrea degradeert tot subtropische depressie Andrea.

11 mei
- 06h00 UTC Subtropische depressie Andrea degenereert tot resterend lagedrukgebied, waarna het National Hurricane Center het volgen van de cycloon staakt.

### Juni
1 juni
- 00h00 UTC Officieel begin van het Atlantisch orkaanseizoen 2007.
- 21h00 UTC Uit een breed lagedrukgebied boven de Golf van Mexico ontwikkelt zich tropische storm Barry.

2 juni
- 13h00 UTC Tropische storm Barry landt bij Tampabaai in Florida als minimale tropische storm met windsnelheden tot 65 km/uur.
- 15h00 UTC Tropische storm Barry degradeert tot tropische depressie Barry.

3 juni
- 00h00 UTC Tropische depressie Barry verliest zijn tropische kenmerken en is niet langer een tropische cycloon.

### Juli
31 juli
- 03h00 UTC Op 435 km ten noordnoordwesten van Bermuda ontstaat tropische depressie 3.
- 12h15 UTC Tropische depressie 3 promoveert tot tropische storm Chantal.

### Augustus
1 augustus
- 03h00 UTC Tropische storm Chantal verliest haar tropische kenmerken en is niet langer een tropische cycloon.

13 augustus
- 15h00 UTC Tropische depressie 4 ontstaat op 840 km ten westzuidwesten van het zuidelijkste eiland van Kaapverdië.

14 augustus
- 15h00 UTC Tropische depressie 4 promoveert tot tropische storm Dean.

15 augustus
- 03h00 UTC Boven het centrale deel van de Golf van Mexico ontstaat tropische depressie 5.
- 15h15 UTC Tropische depressie 5 promoveert tot tropische storm Erin.

16 augustus
- 03h00 UTC Tropische storm Dean promoveert tot orkaan Dean en is daarmee de eerste orkaan van het seizoen.
- 12h00 UTC Tropische storm Erin degradeert tot tropische depressie Erin, vlak voordat tropische depressie Erin landt op de Texaanse kust, 40 km ten noordoosten van Corpus Christi met windsnelheden tot 56 km/uur.
- 15h00 UTC Het National Hurricane Center staakt het volgen en beschouwen van Erin, die nu boven land snel oplost.
- 21h00 UTC Orkaan Dean bereikt de tweede categorie op de schaal van Saffir en Simpson.

17 augustus
- 17h15 UTC Een verkenningsvliegtuig treft Dean aan met windsnelheden tot 204 km/uur en een minimale druk van 961 hPa. Daarmee is Dean de eerste majeure orkaan van dit seizoen.

18 augustus
- 00h00 UTC Orkaan Dean promoveert tot de vierde categorie.

21 augustus
- 00h35 UTC Orkaan Dean promoveert tot de vijfde categorie.
- 08h30 UTC Orkaan Dean landt op 65 km ten oostnoordoosten van Chetumal in Mexico met windsnelheden van 269 km/uur, windstoten tot 324 km/uur en een minimale druk van 906 hPa.

22 augustus
- 15h00 UTC Nadat Dean tot de eerste categorie gedegradeerd was, wakkert hij opnieuw aan tot de tweede categorie.
- 16h30 UTC Orkaan Dean landt voor de tweede keer nabij Tecolutla in Veracruz op 65 km ten zuidzuidoosten van Tuxpan de Rodríguez Cano met windsnelheden van 160 km/uur als orkaan van de tweede categorie.
- 16h30 UTC Orkaan Dean degradeert tot tropische storm.

23 augustus
- 03h00 UTC Tropische storm Dean degradeert tot tropische depressie Dean.

31 augustus
- 21h00 UTC Op 295 km ten oostzuidoosten van de noordelijke Bovenwindse Eilanden vormt zich tropische depressie 6.

### September
1 september
- 09h00 UTC Ongeveer gelijktijdig met haar passage over Grenada, promoveert tropische depressie 6 tot tropische storm Felix.

2 september
- 00h00 UTC Tropische storm Felix promoveert tot orkaan Felix.
- 07h30 UTC Orkaan Felix bereikt de tweede categorie.

3 september
- 00h00 UTC Orkaan Felix bereikt de vijfde categorie en is daarmee de tweede vijfdecategorieorkaan van het seizoen. Iets dat alleen in de seizoenen 1960, 1961 en 2005 gebeurde.

4 september
- 10h40 UTC Nadat orkaan Felix iets in kracht was afgenomen, bereikt hij voor de tweede keer de vijfde categorie.

5 september
- 00h00 UTC Orkaan Felix degradeert tot tropische storm Felix.
- 09h00 UTC Tropische storm Felix degradeert tot tropische depressie Felix, die snel degenereert tot resterend lagedrukgebied.

8 september
- 03h00 UTC Op 625 km ten zuidoosten van Cape Lookout vormt zich subtropische storm Gabrielle.